# William Canales
William Alfredo Canales Belloso (ur. 18 lutego 1995) – salwadorski piłkarz występujący na pozycji prawego obrońcy lub prawego pomocnika, reprezentant Salwadoru, od 2022 roku zawodnik Alianzy.
Jego brat Luis Canales również jest piłkarzem.